# Голден-Біч (Меріленд)
Голден-Біч (англ. Golden Beach) — переписна місцевість (CDP) в США, в окрузі Графство Святої Марії штату Меріленд. Населення — 3651 особа (2020).

## Географія
Голден-Біч розташований за координатами 38°29′23″ пн. ш. 76°42′2″ зх. д. / 38.48972° пн. ш. 76.70056° зх. д. (38.489734, -76.700689).  За даними Бюро перепису населення США в 2010 році переписна місцевість мала площу 12,05 км², з яких 9,80 км² — суходіл та 2,26 км² — водойми.

## Демографія
Згідно з переписом 2010 року, у переписній місцевості мешкало 3796 осіб у 1332 домогосподарствах у складі 1041 родини. Густота населення становила 315 осіб/км².  Було 1389 помешкань (115/км²).
Расовий склад населення:
| - 91,5 % — білих - 4,0 % — чорних або афроамериканців - 0,6 % — корінних американців - 0,6 % — азіатів - 0,2 % — вихідців з тихоокеанських островів |

До двох чи більше рас належало 2,8 %. Частка іспаномовних становила 1,8 % від усіх жителів.
За віковим діапазоном населення розподілялося таким чином: 23,7 % — особи молодші 18 років, 64,7 % — особи у віці 18—64 років, 11,6 % — особи у віці 65 років та старші. Медіана віку мешканця становила 40,4 року. На 100 осіб жіночої статі у переписній місцевості припадало 102,3 чоловіків;  на 100 жінок у віці від 18 років та старших — 100,6 чоловіків також старших 18 років.
Середній дохід на одне домашнє господарство  становив 100 666 доларів США (медіана — 96 849), а середній дохід на одну сім'ю — 107 931 долар (медіана — 103 152). Медіана доходів становила 62 716 доларів для чоловіків та 45 938 доларів для жінок. За межею бідності перебувало 2,7 % осіб, у тому числі 2,5 % дітей у віці до 18 років та 6,4 % осіб у віці 65 років та старших.
Цивільне працевлаштоване населення становило 1961 осіб. Основні галузі зайнятості: будівництво — 19,1 %, освіта, охорона здоров'я та соціальна допомога — 16,5 %, роздрібна торгівля — 14,0 %, публічна адміністрація — 11,6 %.